# Ulrich III. (Ortenburg)
Ulrich (III.) von Ortenburg (* 3. September 1532 in Söldenau; † 4. Juni 1586) stammte aus dem niederbayerischen Dynastengeschlecht Ortenburg.

## Leben
Ulrich war der Sohn Alexanders von Ortenburg und dessen erster Ehefrau Veronika, geb. von Eichberg. Er war zunächst für die geistliche Laufbahn bestimmt, 1548 erhielt er eine Domherrenpfründe in Salzburg, auf die er aber bereits 1553 verzichtete. 1557 heiratete er in erster Ehe Katharina Freiin von Degenberg, die Tochter Johanns und der Katharina, geb. von Freundsberg. 1559 nahm er mit seiner Familie das evangelische Bekenntnis an.
Im Oktober 1566 führte er gemeinsam mit Joachim, dem regierenden Reichsgrafen von Ortenburg, und seinem Bruder Johann III. von Ortenburg die bereits geltende Senioratserbfolge in der Grafenfamilie gesetzlich ein. Dies war bis dahin ein ungeschriebenes Familiengesetz. König Maximilian II. bestätigte dies ein Jahr später.

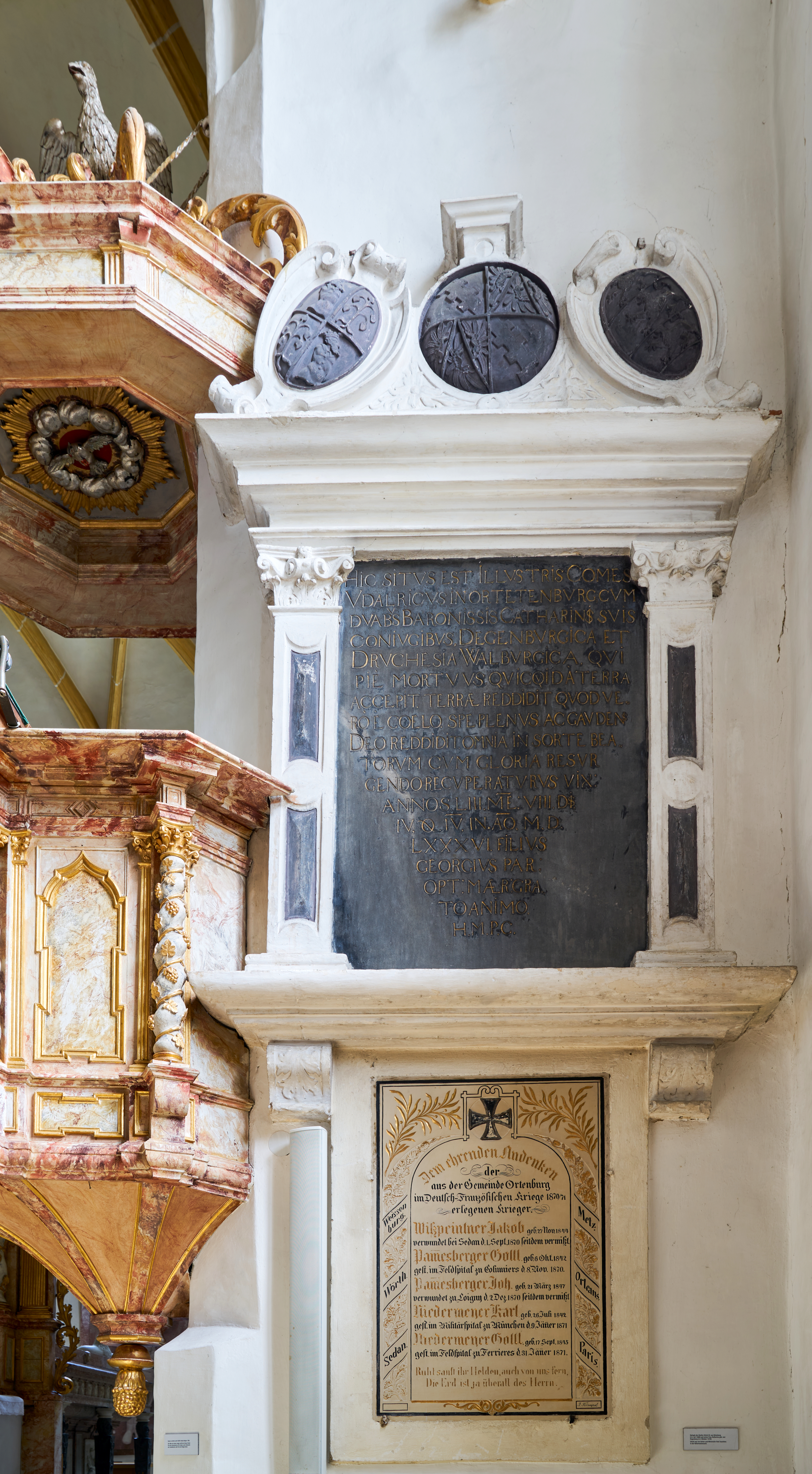
Epitaph für Graf Ulrich III. von Ortenburg

## Nachkommen
Mit Katharina von Degenberg hatte er die drei Kinder Eleonore (1559–1592), Katharina, verheiratete Jörger von Tollet (1561–1598), und einen früh verstorbenen Sohn namens Heinrich.
In zweiter Ehe heiratete Ulrich Katharina, die Tochter Georgs (IV.) von Waldburg auf Zeil und der Johanna von Rappoltstein. Katharina war in erster Ehe mit Erasmus von Starhemberg († 1570) verheiratet. Mit seiner zweiten Ehefrau hatte Ulrich vier Kinder: Karl II. (1572–1591), Johanna (1575–1606), Christoph, verstorben als Kind, und Georg IV., später regierender Reichsgraf von Ortenburg.

## Sonstiges
Das Epitaph Graf Ulrichs III. von Ortenburg in der Marktkirche in Ortenburg ist erhalten.